# Alexis Didier

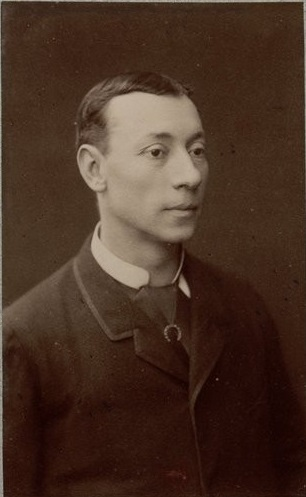
Alexis Didier jeune

Alexis Didier, né le 30 mars 1826 à Paris et mort le 9 octobre 1886 à Paris 9e, est un médium français du XIXe siècle qui fut très célèbre en son temps.

## Contexte

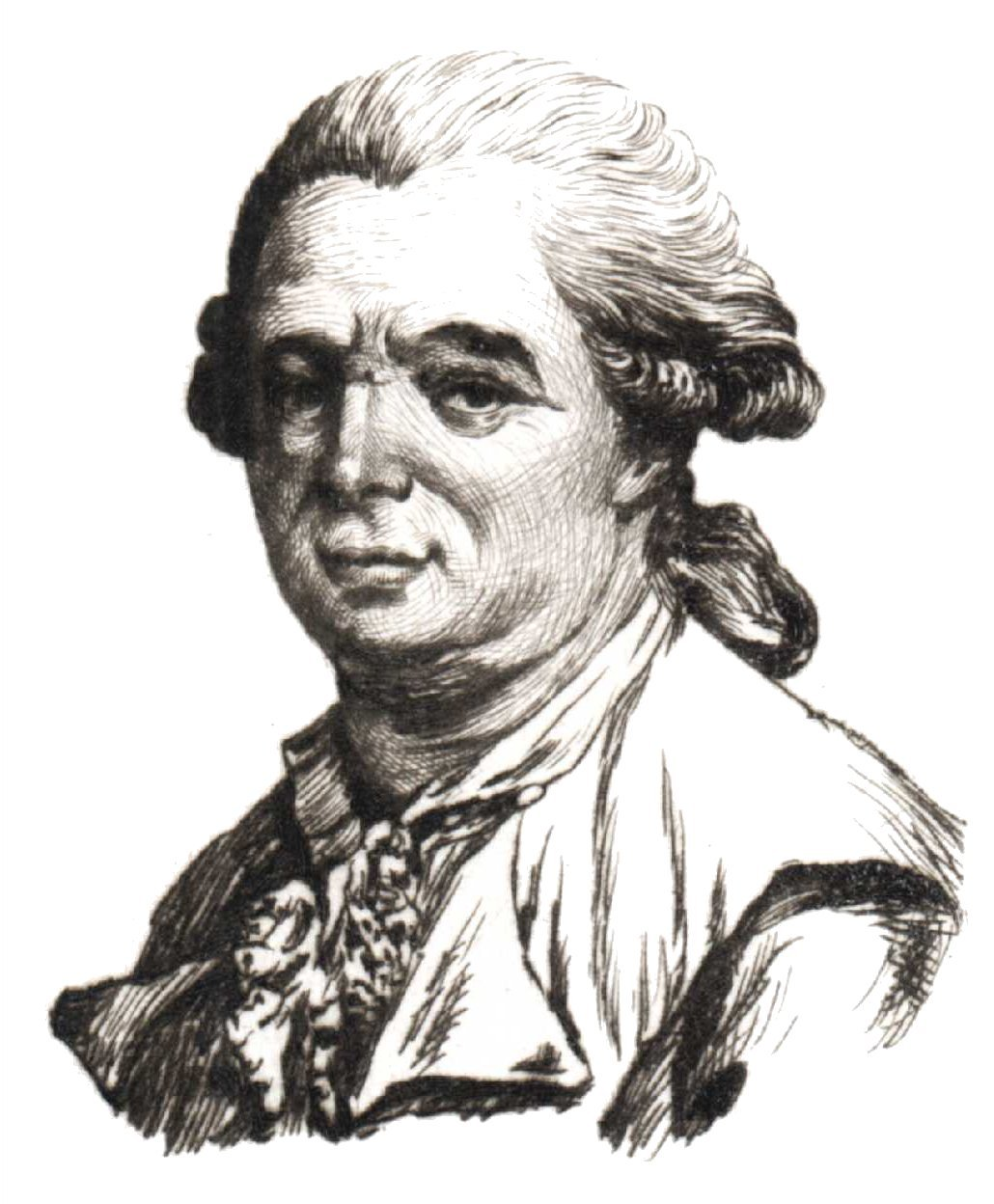
Franz-Anton Mesmer

Le cas Alexis Didier (1826-1886) est un cas particulièrement important du conflit entre les thèses de Mesmer relatives au magnétisme animal et l'institution médicale du XIXe siècle.

On[Qui ?] a dit en effet d'Alexis Didier le jour de ses funérailles, en 1886, qu'il fut "le plus grand clairvoyant des temps modernes".
En 1842 l'Académie de médecine décide de ne plus étudier les phénomènes somnambuliques. Cette décision met fin à vingt ans de débats. En 1831, une première commission officielle avait conclu à la réalité des phénomènes magnétiques. Une nouvelle commission dirigée par Dubois d'Amiens, était revenu sur cette conclusion.
Ce rejet pousse le magnétisme à une quasi-clandestinité. Le magnétisme passionne les gens cultivés, pour les problèmes philosophiques qu'il pose, pour le demi-jour qu'il apporte sur la physiologie et la psychologie. Ce sont des écrivains, comme Balzac, des philosophes, des juristes, des artistes, qui s'intéressent au phénomène.

## Biographie
C'est dans ce contexte qu'un jeune homme de seize ans Alexis Didier fait son apparition. 
Il est le fils de Nicolas Didier et de Barbe Germain, époux en premières noces de Rose Coralie Parmigiani, artiste dramatique, le 2 septembre 1850 à Paris, puis en deuxièmes noces, de Victorine Couturier. Il est inhumé au cimetière Montmartre, 29e division. Né dans une famille d’ouvriers, il acquit une réputation qui passa les frontières. Ouvrier graveur, puis acteur dramatique, Alexis se consacra à la démonstration de ses dons, car il voulait prouver de manière incontestable l’existence et la spiritualité de l’âme.
Alexis lirait dans les consciences comme on lit dans un livre. Il se porte à distance, sur une cible qu'on lui indique, pour en ramener des informations précises. Grâce à un objet ayant appartenu à une personne, il raconte la biographie de cette personne. Il pratique le diagnostic médical à partir de quelques cheveux.
Le scepticisme est grand cependant si bien qu'on le confronte deux fois avec Robert-Houdin, le célèbre prestidigitateur. Robert-Houdin vit deux fois Alexis. Venu à l'origine pour épingler un escroc, il fut pantois et attesta par écrit que les phénomènes produits par Alexis ne relevaient pas de la prestidigitation.

## Quelques expériences importantes
Alexis se rend en Angleterre à plusieurs reprises pour des séries de démonstrations données, la haute société de l'époque manifestant un intérêt très vif pour les phénomènes paranormaux. A titre d'exemple, on peut citer longuement un cas rapporté par un aristocrate anglais, le révérend Chauncy Hare Townshend (en). C'est ainsi que Townshend raconte sa rencontre avec Alexis Didier : 

« Dès que Marcillet a été parti, j’ai commencé à tester la clairvoyance d’Alexis, pour ce qui concerne la vision des endroits éloignés. Je lui ai demandé s’il voulait visiter ma maison par la pensée. Il m’a dit aussitôt : " Laquelle ? Car vous en avez deux ! Vous avez une maison à Londres, et une autre dans la campagne. Par laquelle voulez-vous que je commence ? " Je lui ai répondu : "par la maison de campagne". Après une pause, Alexis a dit : " j’y suis ! " . Alors, à ma surprise, il a ouvert grand ses deux yeux, et a porté autour de lui un regard fixe. [...] "Je vois, dit-il, une maison d’importance moyenne. Il s’agit d’une maison, pas d’un château. Il y a un jardin autour. Sur le côté gauche il y a une maison plus petite, sur la propriété." [...] "Maintenant, ai-je dit à Alexis, quel paysage voyez-vous ?"- De l’eau, de l’eau, répondit-il avec précipitation, comme s’il voyait le lac qui, en effet, s’étale sous mes fenêtres. Puis : " Il y a des arbres en face tout près de la maison" . Tout cela était exact. " Bon, lui dis-je, nous allons pénétrer dans le salon. Qu’y voyez-vous ?" Il a regardé autour de lui ; et il a dit ( quand je ne me souviens plus des mots exacts, je les donne en anglais) : " Vous avez de nombreux tableaux sur les murs.[...] L’un représente la mer, l’autre est un sujet religieux.[...] Il a y a trois personnes sur le tableau - un vieillard, une femme, et un enfant. Est-ce que la femme serait la Vierge Marie ?( Il s’est interrogé à haute voix, comme s’il réfléchissait ). Non ! Elle est trop vieille. Il a continué de la sorte, en répondant à ses propres questions, pendant que je restais parfaitement silencieux. La femme a un livre sur ses genoux, et l’enfant montre avec ses doigts quelque chose qui se trouve dans le livre ! Il y a une quenouille dans l’angle. Effectivement, le tableau représente sainte Anne en train de d’apprendre à lire à la vierge Marie, et tous les détails de la scène étaient corrects.[...]. »

## Relations avec le monde littéraire
Les relations entre Alexandre Dumas et Alexis Didier étaient telles que c'est de ce dernier dont l'écrivain s'inspira pour décrire l'attitude, les gestes et les répliques de Cagliostro, le héros de son roman Joseph Balsamo. 
On peut aussi trouver des similitudes troublantes entre Didier et certains héros des romans de Balzac : Louis Lambert et Séraphîta. Leurs facultés sont semblables, mais les ouvrages ayant été écrits respectivement en 1832 et 1834, soit avant que Didier ne se fasse connaitre, c'est auprès d'autres somnambules tels que Léonide Pigeaire ou Melle Fontanarosa que l'auteur a trouvé son inspiration. Par contre, il semble que ce soit Didier qui se soit inspiré des personnages après avoir lu les deux ouvrages.  
Quant à Victor Hugo, sa rencontre avec le médium eut lieu le 26 mai 1843. À cette occasion, Didier devina le mot « Politique » que le célèbre auteur avait écrit et caché dans une boite scellée.

## Similitudes avec les miracles christiques
Selon l'historien catholique Fabrice Bouthillon, certains miracles attribués à Jésus-Christ s'apparentent aux exploits d'Alexis Didier : « La ressemblance saute aux yeux non seulement pour les réussites (Jésus devinant l’identité (Jn, IV 17-18) ou les activités (Jn, I 47-50) de tel ou tel de ses  interlocuteurs), mais aussi, pour les échecs. ». En effet, le médium était parfois dans l’impossibilité d'exercer ses talents du fait de la présence dans l'assemblée de « sceptiques inhibiteurs », et c'est le même type de mésaventure qui est arrivé à Jésus lorsque, revenant dans son village natal de Nazareth, confronté aux doutes de ceux qui l'avaient connu enfant, « il ne put faire là aucun miracle » (Mc, VI 5).

#### Ouvrages
- Henri Delaage, Le monde occulte : ou Mystères du magnétisme dévoilés par le somnambulisme, Paris, P. Lesigne, 1851, 194 p. (lire en ligne).
- Henri Delaage, Le monde prophétique ou moyens de connaitre l'avenir : Suivi de la biographie du somnambule Alexis, Paris, E. Dentu, 1853, 171 p. (lire en ligne), p. 123-171.
- Henri Delaage, Le sommeil magnétique expliqué par le somnambule Alexis en état de lucidité : Précédé d'une introduction par Henri Delaage, Paris, E. Dentu, 1857, 173 p. (lire en ligne).
- M. de Fleurville, Étude sur le magnétisme animal, Imprimerie de V. Fillion et Cie, 1876, 173 p. (lire en ligne), chap. IV (« Marcillet - Alexis »), p. 59-94.
- (it) Ernesto Bazzano, Dei fenomeni premonitori : presentimenti, sogni profetici, chiaroveggenza nel futuro, Luce e ombra, 1914, 223 p.Traduction française : Des phénomènes prémonitoires; consultable en ligne ici
- Bertrand Méheust, Un voyant prodigieux : Alexis Didier, 1826-1866, Les Empêcheurs de penser en rond, 2003, 486 p. (ISBN 978-2-84671-050-3).

#### Articles
- Fabrice Bouthillon, « Alexis Didier ou la parenthèse magnétique », Commentaire, vol. 2005/1, no 109,‎ 2005, p. 266-270 (ISSN 0180-8214).